# Jack lo squartatore (film 1999)
Jack lo squartatore (Love Lies Bleeding) è un film del 1999 diretto da William Tannen, basato sulle vicende di Jack lo squartatore.